# قریات، مصیاف
قریات (به عربی: القریات) یک روستا در سوریه است که در ناحیه جب رمله واقع شده‌است. قریات ۹۴۳ نفر جمعیت دارد.